# Runciman Rock
Runciman Rock är en ö i Antarktis. Den ligger i havet utanför Västantarktis. Argentina, Chile och Storbritannien gör anspråk på området. Ön kartlades 1935 av British Graham Land Expedition, som namngav den efter Philip Runciman, styrelseordförande för varvet som hade utrustat expeditionens skepp.